# ユー・スピン・ミー・ラウンド
「ユー・スピン・ミー・ラウンド」(You Spin Me Round (Like a Record))は、デッド・オア・アライヴがリリースしたシングル。2枚目のスタジオ・アルバム『ユースクエイク』に収録されている。
イギリスのシングルチャートでは2週連続1位、36週に渡ってチャートイン。アメリカのBillboard Hot 100でもグループ最高位の11位を記録した。

## 収録曲
1. ユー・スピン・ミー・ラウンド
2. ミスティ・サークルズ

## チャート成績
| チャート（1984~1985年）        | 最高順位 |
| ------------------------------ | -------- |
| イギリス（全英シングルチャート | 1        |
| アメリカ（Billboard Hot 100）  | 11       |

## 使用
ダニー・ミノーグは2003年に自身の楽曲「アイ・ビギン・トゥ・ワンダー」と「ユー・スピン・ミー・ラウンド」をマッシュアップした「ビギン・トゥ・スピン・ミー・ラウンド」をリリース。
フロー・ライダーは2009年にリリースしたシングル「ライト・ラウンド」でこの曲をサンプリングしている。